# ほたるん
ほたるんは山口朝日放送（yab）のテレビ番組「ほっと土曜日」のキャラクターである。
蛍のようなフォルムでピンク色の体色である。声はない。
局のキャラクターではないが、局のプロモーションに使用されたり、10周年記念に発売された「YAB中継車チョロQ」の筐体に描かれていたりと、局のマスコットキャラクターとしての側面も持っていた。
番組自体は1年の短命に終わり、それと共に姿を消したが、yabのCI導入まで「ぐるりん瀬戸内」のテロップ(ABC朝日放送送出)にその姿が残っていた。
現在のyabのキャラはビープくんである。